# Rodney Elton, 2. Baron Elton

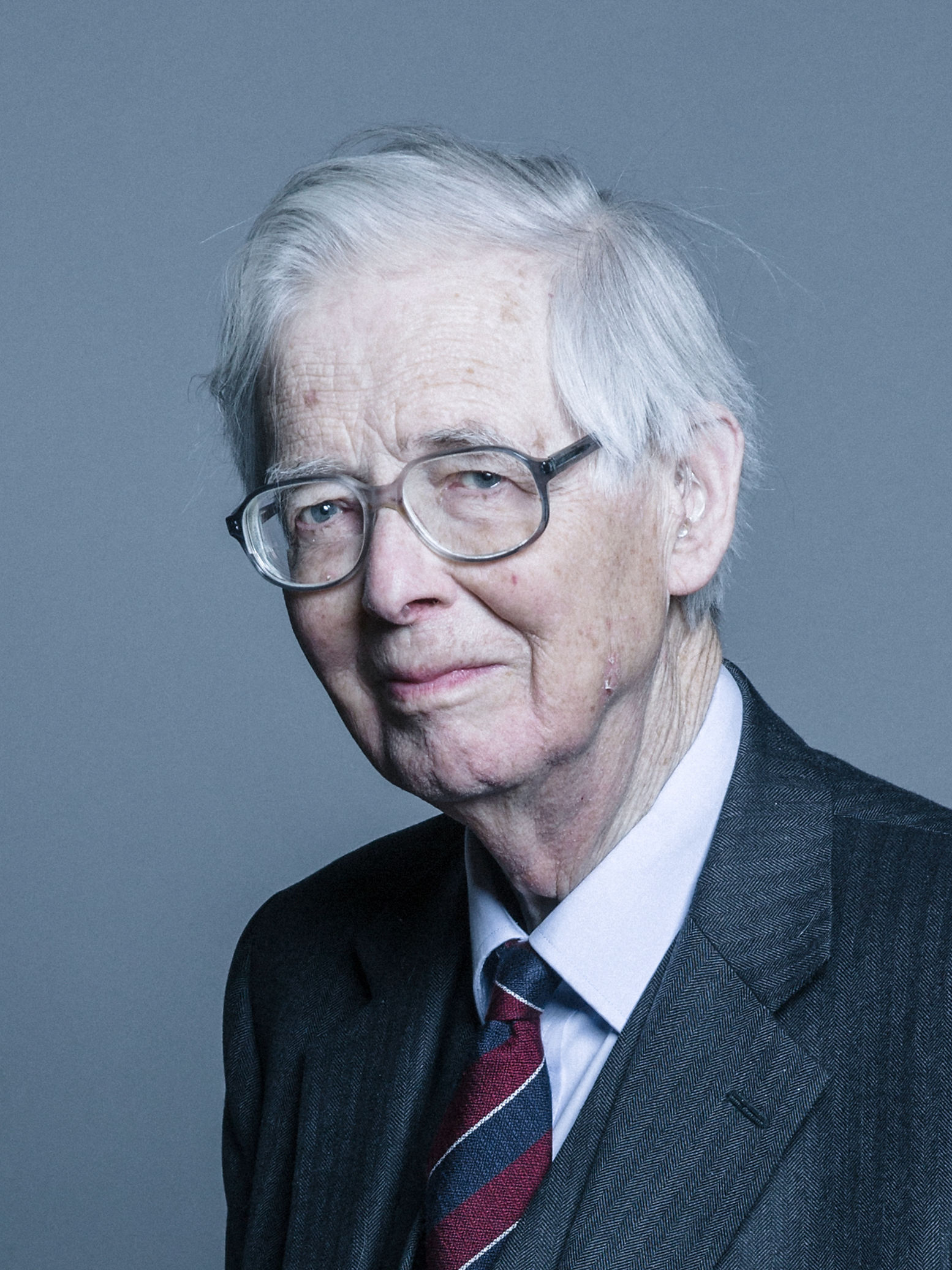
Rodney Elton, 2. Baron Elton, 2018

Rodney Elton, 2. Baron Elton (* 2. März 1930; † 19. August 2023) war ein britischer Peer und Politiker (Conservative Party) und war von 1973 bis 2020 Mitglied des House of Lords.

## Leben
Er ist der Sohn des Labour-Politikers Godfrey Elton, 1. Baron Elton. Er besuchte das Eton College und studierte am New College der Universität Oxford. Er diente in verschiedenen Yeomanry-Einheiten der British Army und stieg bis in den Rang eines Major auf. Ab den 1960er Jahren arbeitete er als Lehrer an verschiedenen Schulen.
Beim Tod seines Vaters erbte er 1973 dessen Adelstitel als 2. Baron Elton. Er wurde dadurch Mitglied des House of Lords und schloss sich der Fraktion der Conservative Party an. Bei der Bildung der konservativen Regierung nach der Unterhauswahl 1979 wurde Lord Elton Parlamentarischer Unterstaatssekretär im Nordirlandministerium. 1981 wechselte er in das Ministerium für Gesundheit und Soziales und 1982 in das Innenministerium. 1984 wurde er Minister of State im Innenministerium. 1985 wurde Lord Elton Staatssekretär im Umweltministerium. Er schied im folgenden Jahr aus der Regierung aus.
Mit der Verabschiedung des House of Lords Act 1999 verlor Lord Elton seinen erblichen Anspruch auf einen Sitz im House of Lords. Er wurde jedoch als einer der 90 Erbpeers gewählt, die im House of Lords verblieben. Lord Elton war Kandidat für den Posten des Lord Speaker bei den Wahlen im Juni 2006, er verlor jedoch gegen Helene Hayman, Baroness Hayman. Im Oktober 2020 ging er im Alter von 90 Jahren freiwillig in den Ruhestand und schied aus dem House of Lords aus.

## Ehen und Nachkommen
In erster Ehe heiratete er 1958 Anne Frances Tilney. Die Ehe wurde 1979 geschieden. Mit ihr hat er drei Töchter und einen Sohn:
- Hon. Annabel Elton (* 1960) ⚭ 1986 Donald M. Peebles;
- Hon. Jane Elton (* 1962) ⚭ 1989 James A. J. Cronin;
- Hon. Lucy Elton (* 1963) ⚭ 1993 Andrew Campbell-Gray, 23. Lord Gray;
- Edward Paget Elton, 3. Baron Elton (* 1966) ⚭ 2003 Claire O’Connell, Tochter des Sir Morgan O’Connell, 6. Baronet.

In zweiter Ehe heiratete er Susan Richenda Gurney (* 1937). Diese wurde 1987 Hofdame von Königin Elizabeth II. und 2020 als Dame Commander des Royal Victorian Order ausgezeichnet. Die Ehe mit ihr blieb kinderlos.